# Championnats d'Europe de BMX 2018
Navigation
Édition précédente Édition suivante
Les championnats d'Europe de BMX 2018 (catégories élites Hommes et Femmes) ont lieu les 10 et 11 août 2018 à Glasgow, au Royaume-Uni, dans le cadre des championnats sportifs européens 2018, première édition des championnats sportifs européens.
Le championnat d'Europe de BMX juniors 2018 a lieu en juillet à Sarrians, dans le Vaucluse en France.

## Podiums
| Épreuves            | Or                   | Argent                   | Bronze                     |
| ------------------- | -------------------- | ------------------------ | -------------------------- |
| Épreuves masculines |                      |                          |                            |
| Élites hommes       | Kyle Evans (GBR)     | Kye Whyte (GBR)          | Sylvain André (FRA)        |
| Juniors hommes      | Léo Garoyan (FRA)    | Dylan Gobert (FRA)       | Hugo Marszalek (FRA)       |
| Épreuves féminines  |                      |                          |                            |
| Élites femmes       | Laura Smulders (NED) | Simone Christensen (DEN) | Yaroslava Bondarenko (RUS) |
| Juniors femmes      | Indy Scheepers (NED) | Eliška Bartůňková (CZE)  | Charlotte Morot (FRA)      |